# Кулезнёв, Валерий Николаевич
 Валерий Николаевич Кулезнёв (13 апреля 1933, Нижний Тагил, Уральская область, РСФСР, СССР — 25 июля 2016, Москва, РФ) — советский и российский ученый в области полимерного материаловедения. Заслуженный деятель науки Российской Федерации.

## Биография
Валерий Николаевич Кулезнёв родился 13 апреля 1933 года в г. Нижний Тагил в семье служащего.
В 1940 году поступил в среднюю школу № 26 г. Нижний Тагил, которую и окончил в 1950 году с серебряной медалью.
В 1950 году поступает в МИТХТ им. М. В. Ломоносова на факультет технологии резины, который окончил с отличием в 1955 году с квалификацией «Инженер химик-технолог». Руководителем его дипломной работы был известный ученый, профессор Д. М. Сандомирский. В том же году решением Учёного совета он был рекомендован к поступлению в аспирантуру, куда был зачислен после сдачи конкурсных экзаменов в октябре 1955 года на кафедру химии и физики полимеров, где работал под руководством основателя и заведующего кафедрой профессора Б. А. Догадкина.
В 1958 году в срок закончил аспирантуру и поступил на работу в качестве инженера, а затем младшего научного сотрудника проблемной лаборатории эластомеров МИТХТ. В 1959 году после успешной защиты диссертации В. Н. Кулезнёву была присуждена степень кандидата химических наук.
В его работе впервые было показано, что привитые сополимеры НК-БСК (их называли интерполимерами или межполимерами), получаемые по механизму механосинтеза смешением натурального (НК) и бутадиен-стирольного (БСК) каучуков на вальцах в отсутствие кислорода, нанесенные в виде клеевой прослойки на поверхность образцов этих полимеров, на несколько десятичных порядков увеличивают адгезионную прочность на границе раздела фаз двух каучуков, в том числе, в режиме многократных деформаций. Кроме того, вулканизаты смеси указанных полимеров показали многократное увеличение числа циклов до разрушения по сравнению с резинами из индивидуальных каучуков. Этой работой была открыта дорога к получению широчайшей гаммы новых материалов путем сочетания (смешения) существующих многотоннажных полимеров.
В настоящее время введение сополимеров в гетерогенные смеси соответствующих гомополимеров является одним из основных способов расширения ассортимента полимерных материалов и радикального улучшения свойств смесей полимеров.
В том же 1959 году он был избран по конкурсу ассистентом кафедры высокомолекулярных соединений Уральского Государственного Университета им. А. М. Горького (г. Свердловск), где в течение двух лет работал на кафедре, руководимой знаменитым физико-химиком профессором Анной Александровной Тагер.
Вернувшись в МИТХТ в 1961 году, Валерий Николаевич продолжил работу на кафедре химии и физики полимеров под руководством Б. А. Догадкина сначала в должности старшего научного сотрудника (1961), а затем доцента (1964) и профессора (1975).
Член КПСС с 1964 года.
В 1964—1965 годах В. Н. Кулезнёв проходил научную стажировку в университете Торонто (University of Toronto) (Канада) под руководством профессора Джима Гиллета, известного в мире специалиста в области полимерной фотохимии и биодеструктируемых полимеров.
В 1973 году он блестяще защитил докторскую диссертацию на тему «Структура и свойства смесей полимеров».
В 1978 году В. Н. Кулезнёв принял предложение ректора МИТХТ профессора С. С. Кипарисова возглавить кафедру технологии переработки пластмасс. С июня 1978 года В. Н. Кулезнёв почти 30 лет (до сентября 2007 года) руководил кафедрой технологии переработки пластмасс МИТХТ им. М. В. Ломоносова и проработал профессором кафедры до конца жизни.

## Научная работа
Являлся одним из ведущих учёных в области физико-химии полимеров и технологии их переработки. В. Н. Кулезнев — один из «отцов-основателей» современной науки о структуре и свойствах смесей полимеров, соавтор ряда учебников и учебных пособий для ВУЗов (издательство «Высшая школа»), автор монографии «Смеси полимеров».
Был заместителем главного редактора «Коллоидного журнала», членом редколлегии журнала «Каучук и резина». Автор и соавтор более 360 публикаций, 13 учебников и монографий, соавтор открытия «Свойство жидких смесей полимеров в области расслаивания», более 80 заявок на изобретения и патенты, подготовил 8 докторов наук и более 50 кандидатов наук.

## Награды
- Медаль ордена «За заслуги перед Отечеством» (за цикл работ в области смесей полимеров)
- Заслуженный деятель науки и техники РФ (1994)
- Почётный работник высшего профессионального образования РФ (2003)
- Почетный химик
- Лауреат премии им. В. А. Каргина РАН
- Лауреат премии им. Г. В. Виноградова
- Почетный работник науки и техники Российской Федерации
- Почетный профессор МИТХТ им. М. В. Ломоносова

## Семья
- Отец — Кулезнёв Николай Андрианович
- Мать — Кулезнева Таисия Павловна (1900—1982)
- Жена — Кулезнева (Васильева) Маргарита Ивановна (род. 1934)
- Сын — Кулезнев Евгений Валерьевич
- Дочь — Кулезнева Юлия Валерьевна